# Petr Kousalík
Petr Kousalík (* 1991) je český profesionální hokejista. Hokejovou kariéru začal v Kometě Brno. V roce 2007 přestoupil do Litvínova, kde nastupoval za dorost a za juniory. Později se probojoval do prvního týmu. V extralize odehrál celkem 163 utkání, ve kterých zaznamenal 13 kanadských bodů. Několik utkání odehrál i v druhé nejvyšší soutěži za Litoměřice, Ústí nad Labem a Most. V průběhu sezony 2014/15 odešel do Banské Bystrice, kde získal stříbrnou medaili. Sezonu 2015/19 začal ve Znojmě, ale po 14 odehraných zápasech odešel do Nových Zámků, kde vybojoval postup do slovenské nejvyšší soutěže.